# Nominalwertprinzip
Das Nominalwertprinzip besagt, dass für alle Geldbeträge der zahlenmäßige Wert, also ihr Nennwert, maßgebend ist (Euro = Euro). Der reale Wert des Geldes, also seine Kaufkraft spielt keine Rolle. Die geschuldete Steuer oder sonstige zu zahlende Beträge sind also Geldschulden in Form einer Geldsummenschuld (Nennbetragsschuld). In Deutschland ist das Nominalwertprinzip nach ständiger Rechtsprechung Grundlage des Steuerrechts, der Währungsordnung und Wirtschaftspolitik.
Das Nominalwertprinzip wirkt sich bei Inflation negativ für den Steuerpflichtigen aus, da Scheingewinne erfasst werden: Der Realzins (das, was tatsächlich erwirtschaftet wird) ist geringer als der Nominalzins (der zahlenmäßig geschuldete Betrag), der reale Gewinn fällt also kleiner aus als der nominale Gewinn. Für die Steuer ist jedoch der Nominalzins entscheidend. Dies stellt eine Beeinträchtigung des Leistungsfähigkeitsprinzips dar.
Das Nominalwertprinzip wirkt sich bei einem progressiven Einkommensteuertarif außerdem so aus, dass durch ein in Höhe der Inflation steigendes Nominaleinkommen der reale Steuersatz steigt („kalte Progression“), damit verringert sich aber das Realeinkommen.